# Yukgaejang
La yukgaejang (육개장?, 肉개醬?) è un piatto della cucina coreana preparato con straccetti di manzo e scalogno sobbolliti a lungo.
Originaria di Seul, è una delle gomguk (zuppe dense) che venivano servite una volta alla corte reale. Oltre a manzo, scalogno e peperoncino piccante, contiene anche vegetali quali germogli di soia, felci, steli di taro, cipolla e aglio; noodles di patata dolce; ed è condita con semi di perilla, salsa di soia, olio (di sesamo o vegetale), pepe nero e sale. La yukgaejang è di solito accompagnata da una ciotola di riso, senza banchan.
In Corea del Nord è nota come sodangogiguk, "zuppa di manzo dolce". Se preparata con il pollo invece che con il manzo, prende il nome di dak-yukgaejang o dakgaejang.

## Preparazione
La punta di petto di manzo, occasionalmente marinata, viene bollita a lungo nel brodo con aglio e cipollotto finché non diventa tenera e può essere sfaldata. La cottura prosegue con l'aggiunta di germogli di soia, taro, felce, peperoncino in polvere e gochujang.
La yukgaejang della famiglia reale prevedeva, oltre al manzo, anche le rigaglie.

## Varianti
Le varianti più note della yukgaejang sono due, entrambe legate a Taegu, cioè il ttaro gukbap (따로국밥?), che vede la zuppa portata in tavola separatamente dal riso, e la daegutang (대구탕?, 大狗湯?), il cui nome significa "grande zuppa di cane" e in cui la carne non viene strappata a mano, ma si sfalda in cottura.

## Consumo
In epoca moderna viene consumata tutto l'anno, ma tradizionalmente in estate per combattere il caldo, attribuendole proprietà benefiche per la salute. È inoltre servita alle veglie funebri, sia perché si tratta di un pasto sostanzioso, sia seguendo la credenza sciamanica che il colore rosso allontani gli spiriti maligni.

## Storia
In passato, data la rarità del manzo, il popolo consumava la gaejangguk, preparata con carne di cane, per ritrovare l'appetito e le energie nei caldi mesi estivi. Viste le reazioni controverse dell'aristocrazia durante Joseon, la carne di cane fu sostituita dal manzo, chiamando la nuova variante yukgaejang. Sia "Domande e risposte sulla conoscenza popolare di Joseon" (조선상식문답?, Joseon sangsik mundapLR) di Choi Nam-seon (1946), che "Climi e popoli della Corea" (한국의 풍토와 인물?, Hangug-ui pungto-wa inmulLR) di Kim Hwa-jin identificano la yukgaejang come l'opzione scelta da chi non riuscisse a mangiare la carne di cane.
Il ricettario Siuijeonseo (시의전서?, 是議全書?) del diciannovesimo secolo riporta la presenza, oltre al manzo, di abalone e cetriolo di mare. Nel Joseon yori (조선요리?), scritto nel 1940 da Son Jeong-gyu, viene invece descritta una versione della yukgaejang molto simile a quella moderna.